# Стівен Гокінг

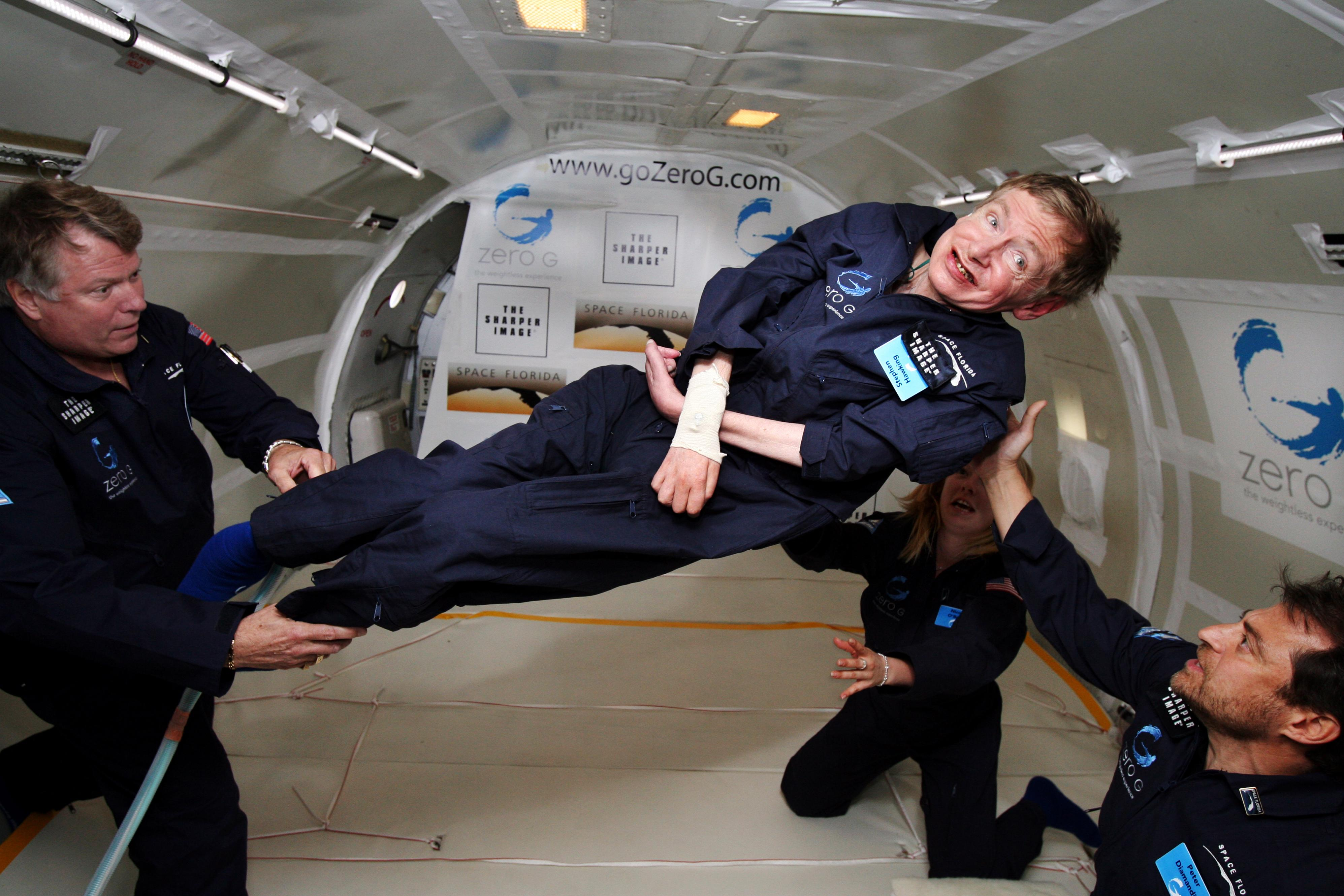
Здійснює політ у невагомості на Boeing 727

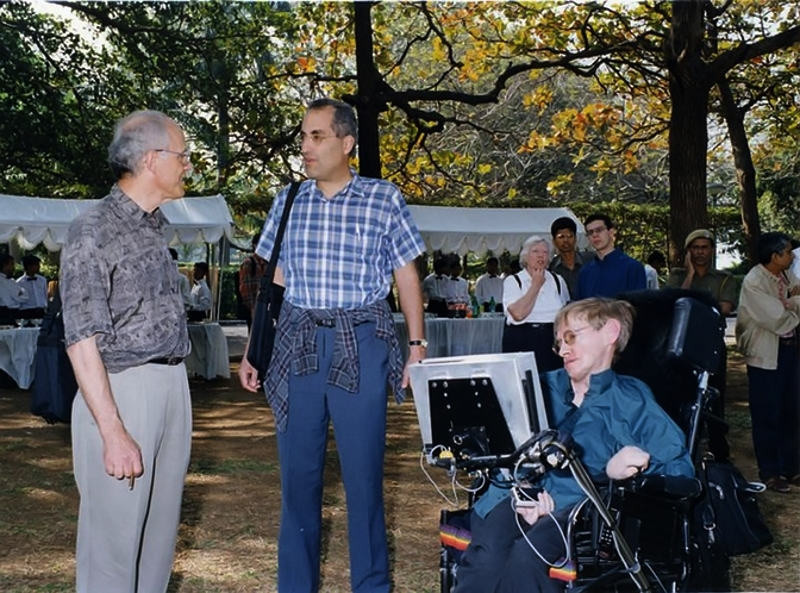
2001, Strings Conference, Індія

Сті́вен Ві́льям Го́кінг (також Го́кінґ, або Хокінг; англ. Stephen William Hawking; 8 січня 1942, Оксфорд, Велика Британія — 14 березня 2018, Кембридж, Велика Британія) — англійський фізик-теоретик, космолог і автор багатьох книжок, директор з досліджень Центру Теоретичної Космології Кембриджського університету, відомий своїми дослідженнями в астрофізиці, зокрема теорії чорних дір та популяризації наукових знань. Обіймав посаду лукасівського професора математики між 1979 та 2009 роками.
Стівен Гокінг здобув світову популярність завдяки своїм науково-популярним книгам, у яких він доступно пояснював складні концепції космології та фізики. Його найвідоміша книга, "Коротка історія часу", стала бестселером і утримувалася у списку Sunday Times рекордні 237 тижнів поспіль.
Гокінг був видатним науковцем і членом престижних академічних спільнот, зокрема Лондонського королівського товариства та Папської академії наук. За свій внесок у науку він отримав Президентську медаль Свободи, найвищу цивільну нагороду США. У 2002 році BBC включила його до списку "100 найвидатніших британців", де він посів 25 місце.
Незважаючи на тяжке захворювання — бічний аміотрофічний склероз (хворобу моторних нейронів), діагностовану ще в молодості, Гокінг прожив понад 50 років після встановлення діагнозу, що значно перевищило прогнози лікарів. Він пішов із життя у 2018 році у віці 76 років, залишивши після себе величезний науковий та культурний спадок.

## Життєпис
Народився 1942 року. 1962 року закінчив Оксфордський університет і почав займатися теоретичною фізикою. Мав захворювання мотонейронів, бічний аміотрофічний склероз, перші ознаки якого виявилися в 21 рік. Спершу вони були слабкими: легка незграбність і кілька несподіваних падінь. Однак згодом, як можна було передбачити, знаючи природу захворювання, невиліковний стан лише гіршав. Діагноз став величезним потрясінням, однак допоміг Стівену визначити своє майбутнє:
|  | Хоча над моїм майбутнім нависла хмара, на свій подив я з'ясував, що тепер почав отримувати від життя більше задоволення, ніж раніше. |

1965 року одружився з Джейн Вайлд, пізніше в них народилися донька та двоє синів. На одруження він прийшов з тростиною. До 1974 року сім'я професора сама давала раду із захворюванням. На той час він ще міг самостійно їсти, вставати й лягати в ліжко, хоча довгі прогулянки були вже не під силу. За кілька років стало очевидним, що він більшу частину своїх днів проводитиме в колісному візку та потребує професійного доглядача.
1985 року захворів на пневмонію, яка дала серйозне ускладнення. Після необхідної операції втратив голос. Відтоді й до кінця життя йому була потрібна цілодобова допомога відданої команди людей.
Впродовж 30 років працював на посаді Лукасівського професора математики в Кембриджському університеті, тобто на тій самій посаді, що її 300 років тому обіймав Ісаак Ньютон.
У житті науковця були свої злети та падіння. 1990 року, після 26 років подружнього життя, вони з Джейн почали жити окремо, а за п'ять років розлучилися. Тоді ж, 1995 року, одружився вдруге — з однією зі своїх доглядальниць. Однак після 11 років життя їхня родина також розпалася на тлі звинувачень у тому, що професор під час цих стосунків був жертвою нападів. Сам науковець заперечував такі заяви. Поліція, провівши розслідування, сказала, що не виявила доказів цих тверджень.
Впродовж усього життя фізик не припиняв працювати. Дідусь трьох онуків, він і далі активно займався наукою, писав книжки. Він залишався оптимістом у плані свого фізичного здоров'я:
|  | Людська раса така немічна, якщо порівнювати з Всесвітом, що бути інвалідом — не така вже й важлива річ з точки зору космосу. Переконаний, моя інвалідність має стосунок до того, чому я широковідомий. Людей зачаровує контраст між дуже обмеженими фізичними можливостями та широченною природою Всесвіту, з якою я маю справу. Я — архетип генія-інваліда, чи, краще сказати, генія з обмеженими фізичними можливостями, щоб бути політично коректним. Принаймні, я очевидно маю обмежені фізичні можливості. А от чи геній я — це питання сумнівне. |

|  | Я вважаю, що ми досягли точки неповернення. Наша Земля стає для нас занадто мала. Населення світу дуже активно зростає. Ми на порозі самознищення. |

### Сім'я
Стівен Гокінг народився 8 січня 1942 року в Оксфорді у родині Френка та Ізобель Гокінг (до шлюбу Волкер). Його мати походила з родини лікарів у Глазго (Шотландія). З боку батька його прадід був заможною людиною в Йоркширі, але втратив статки через невдалу купівлю фермерських земель під час аграрної кризи початку XX століття. Сім'я змогла втриматися завдяки його прабабусі, яка відкрила школу у власному будинку.
Попри фінансові труднощі, батьки Гокінга здобули освіту в Оксфордському університеті:
- Френк Гокінг вивчав медицину та став дослідником у галузі тропічних хвороб.
- Ізобель Гокінг вивчала філософію, політику та економіку, а згодом працювала секретаркою в медичному дослідницькому інституті.

Сам Гокінг згадував про свого батька:
|  | Я намагався бути схожим на нього. Оскільки він був науковцем, мені здавалося природним теж займатися наукою. Але мене не приваблювала медицина чи біологія – вони здавалися мені надто неточними. Я хотів чогось більш фундаментального, і я знайшов це у фізиці. |

У 1950 році, коли батько Гокінга став керівником відділу паразитології в Національному інституті медичних досліджень, сім'я переїхала до Сент-Олбанса (графство Гартфордшир). Місцеві жителі вважали їх дуже розумними, але трохи ексцентричними. За обідом кожен міг мовчки читати книгу, а їхній будинок був великим, захаращеним і погано доглянутим. Попри це, сім'я жила доволі скромно та пересувалася на переробленому лондонському таксі. Коли батько Гокінга часто їздив на роботу до Африки, решта сім'ї одного разу провела чотири місяці на Майорці, гостюючи у подруги матері Беріл та її чоловіка – поета Роберта Ґрейвса.

### Особисте життя
1965 — одружився з Джейн Вайлд, у цьому шлюбі народилися син Роберт (1967), донька Люсі (1970) і син Тімоті (1979). До 1980-х шлюб Гокінга вже довгий час переживав труднощі. Дружина відчувала перевтому через постійну присутність медсестер та асистентів у їхньому домі.
Знаменитість Гокінга стала випробуванням як для його родини, так і для колег. У світі його образ виглядав казковим, але жити відповідно до цього ідеалу було нелегко. Також між Стівеном і Джейн виникали релігійні розбіжності: він був атеїстом, а вона — глибоко віруючою християнкою, що спричиняло додаткову напругу в стосунках.
Після трахеотомії в 1985 році Гокінгу знадобився цілодобовий догляд, і медичний персонал працював у три зміни. Наприкінці 1980-х він зблизився з однією з медсестер, Елейн Мейсон. Деякі його колеги, доглядальники та родичі насторожено ставилися до неї через її сильний характер і надмірну опіку. У лютому 1990 року Гокінг повідомив дружині, що йде від неї до Мейсон, і залишив сімейний дім. Після офіційного розлучення в 1995 році він у вересні того ж року одружився з Елейн, заявивши:
"Це прекрасно – я одружився з жінкою, яку кохаю."
У 1999 році Джейн Гокінг опублікувала мемуари Music to Move the Stars, у яких розповіла про свій шлюб із Гокінгом та його розпад. Книга викликала сенсацію в медіа, але сам Гокінг, як завжди у питаннях особистого життя, уникнув коментарів, сказавши лише, що не читає біографій про себе. Після другого шлюбу стосунки між Гокінгом і його родиною значно погіршилися – вони почувалися відстороненими та маргіналізованими.
На початку 2000-х років, протягом приблизно п’яти років, його сім’я та персонал все більше хвилювалися, що Гокінг зазнає фізичного насильства. Поліція проводила розслідування, проте вони були закриті, оскільки Гокінг відмовився подавати скаргу.
У 2006 році Гокінг і Мейсон тихо розлучилися, і Гокінг відновив ближчі стосунки з першою дружиною Джейн, своїми дітьми та онуками. Згадуючи цей щасливіший період, Джейн випустила перероблену версію своєї книги, яка отримала нову назву "Travelling to Infinity: My Life with Stephen" у 2007 році. Книга була екранізована у 2014 році у фільмі Теорія всього.

### Смерть
Гокінг помер у віці 76 років у своєму будинку в Кембриджі в ніч на 14 березня 2018 року. Причину смерті не було розкрито. Зазначено лише те, що він помер у спокої. Дата смерті Стівена Гокінга (з огляду на те, що він був всесвітньо відомим науковцем) є символічною, бо він помер у Міжнародний День Числа Пі. Цікаво й те, що Гокінг народився в день смерті Галілео Галілея, а помер — в день народження Альберта Ейнштейна — обидва науковці, як і Гокінг, зробили дуже багато у вивченні гравітації.
Прах Гокінга був похований у Вестмінстерському абатстві у Лондоні 15 червня 2018 р. поряд з могилами Ісаака Ньютона і Чарльза Дарвіна. На пам'ятній плиті Гокінга викарбувані слова: "Тут поховано те, що було смертним з Стіва Гокінга 1942–2018" та його найвідоміше рівняння. Він наказав це зробити, щонайменше за п’ятнадцять років до своєї смерті, і обрав рівняння ентропії Бекенштейна-Гокінга як своє епітафію. 
У червні 2018 року було оголошено, що слова Гокінга, поставлені на музику грецьким композитором Вангелісом, будуть передані в космос через супутникову антену європейського космічного агентства в Іспанії, з метою досягнення найближчої чорної діри A0620-00.
У березні 2019 року було оголошено, що Королівський монетний двір випустить пам'ятну монету номіналом 50 пенсів, яка буде доступна лише як пам'ятне видання, на честь Гокінга. Того ж місяця медсестра Гокінга, Патрісія Дауді, була виключена з реєстру медичних працівників через недоліки в догляді за ним та фінансові зловживання.
У травні 2021 року було оголошено, що між HMRC (Податковою та митною службою Великої Британії), Міністерством культури, засобів масової інформації та спорту, Кембриджською університетською бібліотекою, Групою музеїв науки та Естейт Гокінга була укладена угода "Acceptance-in-Lieu". Згідно з цією угодою, близько 10 000 сторінок наукових робіт Гокінга та інших документів залишаться в Кембриджі, а такі об'єкти, як його інвалідні візки, синтезатори мовлення та особисті пам'ятки з його колишнього кабінету в Кембриджі, будуть виставлені в Музеї науки. У лютому 2022 року в Музеї науки в Лондоні відкрилася виставка "Stephen Hawking at Work", яка стала початком дворічного туру цієї експозиції по Великій Британії.

## Особисті погляди
Був атеїстом. У британській політиці Гокінг був прихильником лейбористів. У березні 1968 року брав участь в марші проти війни у В'єтнамі.
Підтримував ядерне роззброєння, охорону здоров'я та боротьбу зі змінами клімату; війну в Іраку 2003 року називав «військовим злочином», а також бойкотував конференцію в Ізраїлі через незгоду з політикою влади цієї країни щодо палестинців.
Гокінг виступав за колонізацію інших планет та розвиток космічних польотів через стурбованість тим, що життю на Землі загрожують раптова ядерна війна, генетично модифіковані віруси, глобальне потепління та інші небезпеки. На його думку, переселятися потрібно у найближчі сто років, терміну 30 років цілком достатньо, щоб створити базу на Місяці, і 50 років — на Марсі.

### Актуальність філософії
На конференції Google Zeitgeist у 2011 році Стівен Гокінг заявив, що «філософія мертва». Він вважав, що філософи не встигають за досягненнями сучасної науки і не ставляться до неї достатньо серйозно, тому філософія більше не є корисною для пізнання. Гокінг стверджував, що вчені тепер стали основними носіями відкриттів у пошуку знань. Він вірив, що наукові теорії можуть вирішити філософські проблеми і привести нас до нового розуміння всесвіту та нашого місця в ньому. Його погляди викликали як захоплення, так і критику. Однак, Гокінг також підкреслив, що такі поняття, як любов, віра та мораль, не можна пояснити через фізику. Він зазначив, що хоча фізика і математика не можуть визначити, як правильно поводитись, вони можуть допомогти людині логічно підходити до моральних питань.

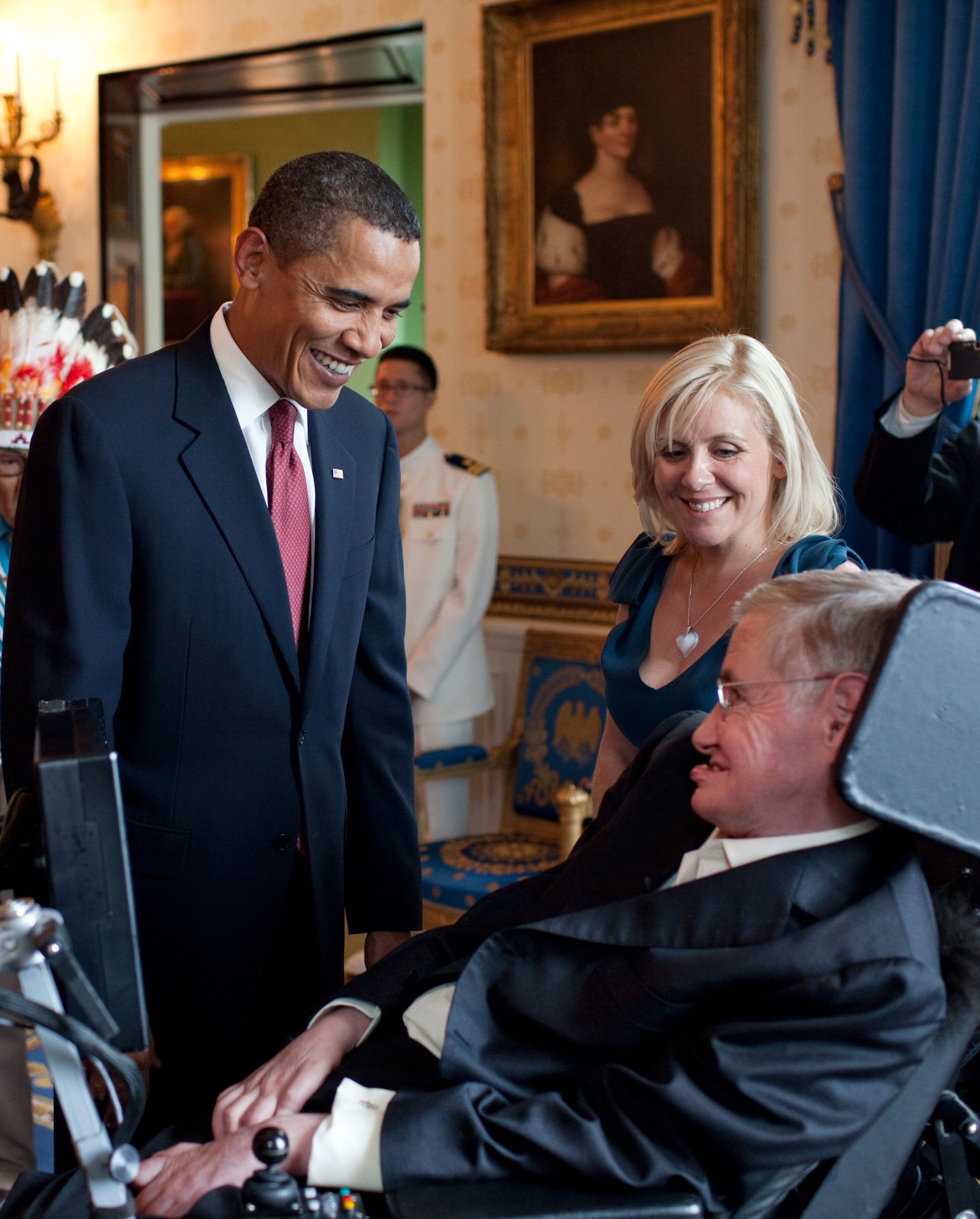
Президент Барак Обама розмовляє з Гокінгом у Білому домі перед церемонією вручення йому президентської медалі Свободи 12 серпня 2009 року.

### Майбутнє людства
У 2006 році Гокінг поставив відкритне питання в Інтернеті: «У світі, який перебуває в хаосі політично, соціально і екологічно, як людство може пережити ще 100 років?», пізніше уточнивши: «Я не знаю відповіді. Саме тому я й поставив це питання — щоб змусити людей задуматися над ним і усвідомити небезпеки, з якими ми зараз стикаємося».
Гокінг висловлював занепокоєння, що життя на Землі перебуває під загрозою через такі можливі катастрофи, як раптова ядерна війна, генетично модифікований вірус, глобальне потепління, зіткнення з астероїдом або інші небезпеки, які людство ще не усвідомлює. Він заявив: «Я вважаю майже неминучим, що або ядерна конфронтація, або екологічна катастрофа в якийсь момент протягом наступних 1000 років ослаблять Землю». Однак така катастрофа глобального масштабу не обов’язково повинна призвести до вимирання людства, якщо людська раса встигне колонізувати інші планети до того, як катастрофа трапиться. Гокінг вважав, що космічні подорожі та колонізація космосу є критично важливими для забезпечення майбутнього людства.
Гокінг висловлював переконання, що, враховуючи безмежність всесвіту, ймовірність існування інопланетян є досить великою, але він радив уникати контакту з ними. Він попереджав, що інопланетяни можуть прилетіти на Землю з наміром пограбувати її ресурси. У 2010 році Гокінг заявив: «Якщо інопланетяни відвідають нас, результат буде подібним до того, як Колумб висадився в Америці, що не завершилося добре для корінних американців». Це порівняння підкреслює його побоювання щодо можливих наслідків зустрічі з більш розвиненими цивілізаціями.
Гокінг попереджав, що надзвичайно розумний штучний інтелект (ШІ) може стати вирішальним фактором у майбутньому людства. Він зауважив, що «потенційні переваги величезні... Успіх у створенні ШІ стане найбільшою подією в історії людства. Це також може бути остання подія, якщо ми не навчимося уникати ризиків». Гокінг побоювався, що «надзвичайно інтелектуальний майбутній ШІ, ймовірно, розвинеться в прагнення вижити та здобувати більше ресурсів, як крок до досягнення своєї мети», і що «справжня небезпека в ШІ полягає не в злі, а в компетентності. Суперінтелектуальний ШІ буде надзвичайно ефективним у досягненні своїх цілей, і якщо ці цілі не співпадатимуть з нашими, ми потрапимо в біду». Він також вважав, що величезне багатство, яке генерують машини, потрібно перерозподілити, щоб уникнути поглиблення економічної нерівності, підкреслюючи важливість справедливого розподілу ресурсів у майбутньому.
Гокінг висловлював занепокоєння щодо потенційного виникнення раси «суперлюдей», які матимуть можливість самостійно керувати своєю еволюцією, що може призвести до серйозних етичних і соціальних проблем. Окрім цього, він стверджував, що комп'ютерні віруси в сучасному світі варто розглядати як нову форму життя. Гокінг зазначав: «Може, це щось говорить про людську природу, що єдина форма життя, яку ми створили до цього часу, є суто руйнівною. Говоримо про створення життя за нашим образом». Це застереження відображало його побоювання щодо можливих негативних наслідків технологічного прогресу.

### Релігія та атеїзм
Гокінг не виключав можливість існування Творця, хоча його погляди на цю тему змінювалися з часом. У книзі «Коротка історія часу» він запитував: «Чи єдина теорія настільки переконлива, що створює саму себе?» і зазначав: «Якщо ми відкриємо теорію всього, це буде остаточним тріумфом людського розуму – адже тоді ми пізнаємо задум Бога». Водночас у своїх ранніх працях він використовував слово «Бог» у метафоричному значенні. У тій же книзі він висловлював думку, що існування Бога не є необхідним для пояснення походження Всесвіту. Однак подальші обговорення з Нілом Туроком змусили його розглянути можливість того, що концепція Бога може бути сумісною з моделлю відкритого Всесвіту. Гокінг підсумовував свої погляди так: «Уся моя робота показує лише те, що немає потреби припускати, що початок Всесвіту був результатом особистої примхи Бога. Але залишається питання: "Чому Всесвіт взагалі існує?" Якщо хочете, ви можете визначити Бога як відповідь на це питання».
Гокінг відкрито називав себе атеїстом. В інтерв'ю для The Guardian він порівнював мозок із комп'ютером, який припиняє працювати, коли його компоненти виходять з ладу, а ідею загробного життя вважав «казкою для людей, які бояться темряви».

У 2011 році, озвучуючи перший епізод американського телевізійного серіалу Curiosity на каналі Discovery Channel, він заявив:
Кожен із нас вільний вірити в те, що хоче, але, на мою думку, найпростіше пояснення полягає в тому, що Бога не існує. Ніхто не створював Всесвіт і ніхто не керує нашою долею. Це приводить мене до глибокого усвідомлення: ймовірно, немає ні раю, ні загробного життя. У нас є лише це життя, щоб оцінити величний задум Всесвіту, і за це я безмежно вдячний.
Гокінг був пов’язаний з атеїзмом і вільнодумством ще з університетських років, коли був членом гуманістичної групи Оксфордського університету. Пізніше він мав виступити як головний спікер на конференції Humanists UK у 2017 році. В інтерв’ю для El Mundo він сказав:
До того, як ми зрозуміли науку, було природно вірити, що Бог створив Всесвіт. Але зараз наука пропонує більш переконливе пояснення. Те, що я мав на увазі, говорячи 'ми б пізнали розум Бога', це те, що ми б знали все, що знав би Бог, якби він існував, але його немає. Я атеїст.
Також, він додав:
Якщо хочете, ви можете називати закони науки 'Богом', але це не буде особистий Бог, якого ви зустрінете і з яким зможете ставити питання.

### Політика
Гокінг був активним прихильником Лейбористської партії і виступав з політичними заявами щодо важливих тем. Він записав триб'ют на підтримку Альберта Гора, кандидата на пост президента США в 2000 році, і назвав вторгнення в Ірак 2003 року "військовим злочином". Він активно підтримував ідеї ядерного роззброєння, досліджень стовбурових клітин, загального медичного обслуговування та ініціатив для боротьби зі змінами клімату.
У серпні 2014 року він був одним із 200 громадських діячів, які підписали лист до The Guardian, закликаючи до залишення Шотландії частиною Великої Британії на вересневому референдумі. Щодо Брекзіту, Гокінг висловлював стурбованість, вважаючи, що вихід Великої Британії з Європейського Союзу негативно вплине на наукові дослідження, оскільки наука потребує міжнародної співпраці та вільного руху людей. Він сказав Терезі Мей: "Я розв'язую складні математичні питання щодня, але, будь ласка, не просіть мене допомогти з Брекзітом." Він висловлював розчарування щодо цього процесу, застерігаючи від заздрості і ізоляціонізму.
Гокінг був глибоко стурбований майбутнім системи охорони здоров'я у Великій Британії, особливо Національної служби охорони здоров'я (NHS). Він вважав, що без NHS, яка надає йому доступ до медичної допомоги, він не зміг би дожити до своїх 70-х років. Гокінг особливо боявся процесу приватизації, стверджуючи, що чим більше прибутків отримують приватні компанії від медичної системи, тим дорожче стає охорона здоров'я для громадян, а приватні монополії тільки збільшують витрати. Він виступав проти приватизації NHS, вважаючи, що її потрібно захищати від комерційних інтересів. Гокінг звинувачував консерваторів у зменшенні фінансування NHS, підвищенні приватизації, зниженні морального духу медичного персоналу через затримки з оплатою праці та скорочення соціальної допомоги. Він також критично ставився до дій Джеремі Ганта, звинувачуючи його у маніпулюванні фактами, що принижувало науку і правду. 
Гокінг був дуже стурбований політикою Дональда Трампа щодо змін клімату, особливо його рішенням вийти з Паризької угоди. Він вважав, що це рішення може серйозно нашкодити планеті та зробити зміни клімату незворотними. На думку Гокінга, заперечення змін клімату і відмова від глобальної співпраці, як це зробив Трамп, не лише ставлять під загрозу довкілля, але й шкодять майбутньому наступних поколінь. Гокінг попереджав, що якщо не вжити заходів для боротьби зі змінами клімату, Земля може опинитися в небезпечній ситуації, подібній до Венери, де температура може досягти 250 градусів Цельсія, а дощі будуть з сірчаної кислоти. Це ставало одним із найсерйозніших застережень у його попередженнях про можливі катастрофи для планети через людську діяльність.
Так, Гокінг підтримував ідею універсального базового доходу, вважаючи, що це може бути важливою відповіддю на зростаючу автоматизацію та розвиток штучного інтелекту. Він вважав, що в умовах автоматизації, коли машини забирають робочі місця у людей, універсальний базовий дохід може стати необхідним для забезпечення мінімального рівня життя для кожної людини. Щодо ізраїльсько-палестинського конфлікту, Гокінг був дуже критичним до політики уряду Ізраїлю. Він заявляв, що їхня політика стосовно Палестини "ймовірно призведе до катастрофи". Він закликав до мирного врегулювання конфлікту та підтримував ідею двох держав для двох народів, вважаючи це необхідним для забезпечення стабільності в регіоні. Ці погляди відображали його загальну позицію щодо глобальних проблем, де він виступав за справедливість, рівність і мирне вирішення конфліктів.

## Комп'ютерний голос

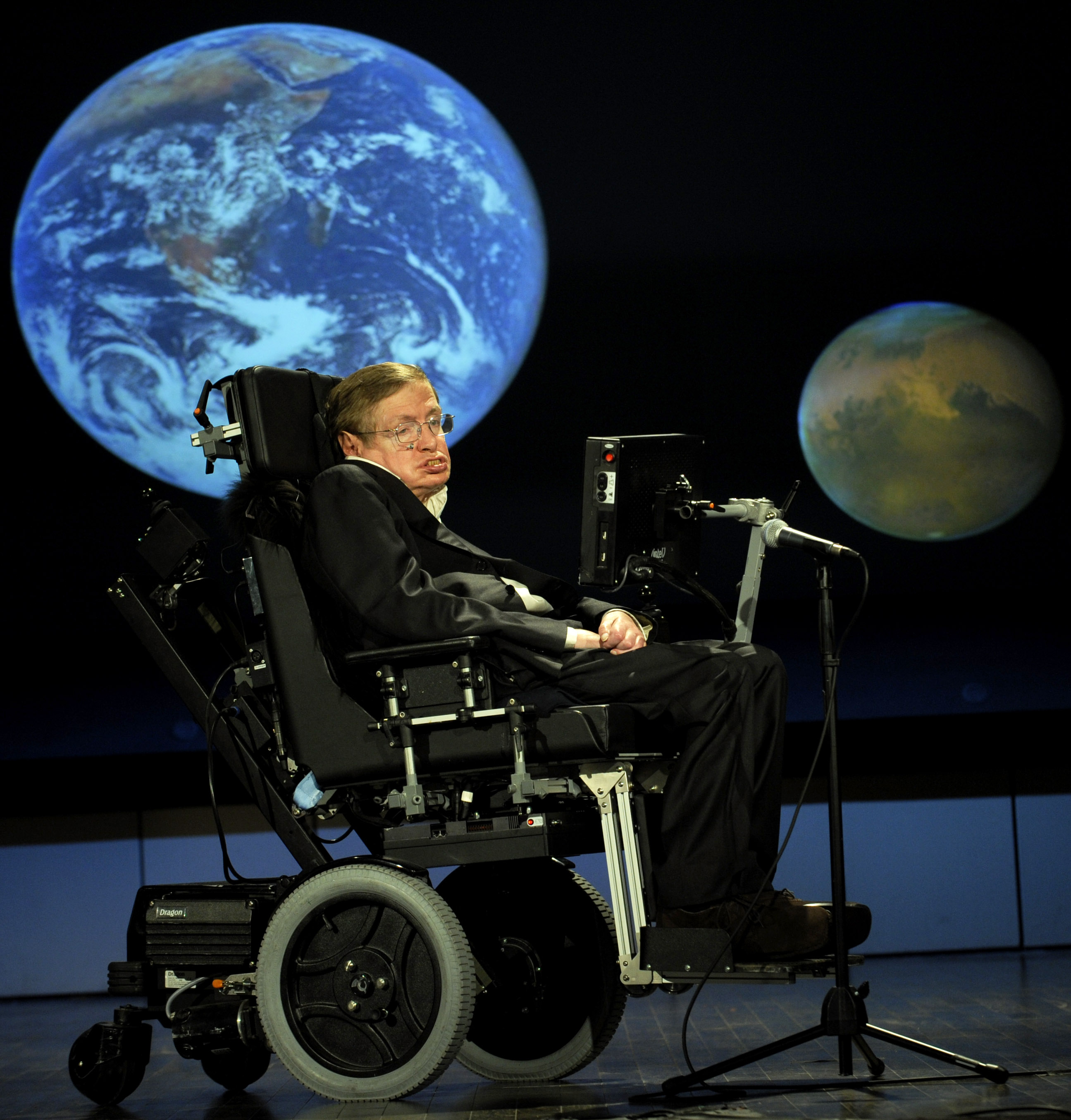
Гокінг під час читання лекції в NASA

Деякий час професор Гокінг міг спілкуватися лише єдиним способом: він підіймав брову, коли хтось вказував на потрібну літеру на картці з алфавітом. Та потім комп'ютерний експерт з Каліфорнії Волт Волтош, дізнавшись про становище професора, надіслав йому власноруч розроблену програму, яку він назвав Equalizer. Вона дозволяла за допомогою перемикача в долоні вибирати на екрані потрібні слова з системи меню.
Вибране слово вимовляв синтезатор мовлення, який став «брендовим» голосом професора Гокінга. Фізик розповідав: «Голос людини дуже важливий. Якщо ви розмовляєте невиразно, люди можуть ставитися до вас так, наче ви розумово неповносправний: „Йому класти цукор?“ Цей синтезатор поки що найкращий з тих, які я чув, бо він змінює інтонацію і не говорить як далек. Єдина проблема — він надає мені американського акценту».

## Наукова діяльність
Дослідження Гокінга переважно стосується космології та квантової гравітації. Його основні досягнення:
- застосування термодинаміки до чорних дір;
- доведення того, що чорні діри «випаровуються» завдяки явищу, яке дістало назву випромінювання Гокінга;
- 21 липня 2004 Гокінг представив доповідь, в якій виклав свій погляд на розв'язання парадоксу про зникнення інформації в чорній дірі.

Відомий за працями з дослідження чорних дір, теоретичної космології, квантової гравітації.

### Відомі суперечки
1974 року між Гокінгом і Кіпом Торном було укладене жартівливе парі (річна передплата на журнал «Penthouse» у випадку перемоги Торна проти чотирирічної підписки на журнал «Private Eye» в разі перемоги Гокінга) з приводу природи космічного об'єкта Лебідь X-1 і природи його випромінювання. Гокінг, на противагу своїй теорії, заснованої якраз на існуванні чорних дір, ставив на те, що Лебідь X-1 не є чорною дірою (як він сказав: «навіть якщо я не матиму рації, то хоч виграю підписку на журнал»). Він визнав поразку в 1990 році, коли дані спостережень зміцнили впевненість в наявності гравітаційної сингулярності в системі.
1997 року Гокінг вже на пару з Кіпом Торном заклався із Джоном Прескіллу, професором Каліфорнійського технологічного інституту і директором Інституту квантової інформації, щодо питання збереження інформації про матерії, раніше захоплені чорною дірою і згодом випромінені нею. Професор Прескіллу вважав, що випромінювання чорної діри несе інформацію, але ми не можемо її розшифрувати. Професор Гокінг вважав, згідно зі своєю теорією 1975 року, що цю інформацію в принципі неможливо виявити, тому що вона відгалужується в паралельний Всесвіт, абсолютно нам недоступний, який дослідити неможливо.
У серпні 2004 року на Міжнародній конференції із загальної теорії відносності та космології в Дубліні, професор Гокінг представив революційну теорію чорних дір і паралельно заявив, що професор Прескіллу має рацію, а він і Торн помилялися. З неї випливає, що чорна діра спотворює захоплену інформацію, але все ж не руйнує її безслідно. Зрештою, в процесі випаровування чорної діри інформація все-таки виривається з неї. За своїм звичаєм, намагаючись зацікавити слухачів, не готових до сприйняття квантових складностей, Гокінг порадив любителям наукової фантастики забути про мрію про те, що занурення в чорну діру може стати кидком в інший Всесвіт. Втім, професор Прескіллу зауважив, що він так до кінця і не зрозумів аргументів Гокінга, проте радий своїй перемозі і енциклопедію прийме. Третій учасник спору, професор Торн, заявив, що він не згоден з Гокінгом. 2016 року Гокінг опублікував наукову роботу, присвячену цьому питанню.

## Популяризація науки
Активно займався популяризацією науки. У квітні 1988 вийшла його книга «Коротка історія часу», яка стала бестселером. Завдяки цій книзі він став відомим на весь світ. У передмові він писав:
|  | Мені сказали, що кожна поміщена у книзі формула зменшить удвічі кількість покупців. Тоді я вирішив взагалі обходитись без формул. Щоправда, наприкінці я таки написав одне рівняння — знамените рівняння Ейнштейна E=mc² |

Книга Стівена Гокінга "Теорія всього" в перекладі на українську разом з іншими книжками

Потім були написані книги «Чорні діри та молоді всесвіти» (1993) та «Світ у горіховій шкаралупці» (2001). У 2005 вийшло нове видання «Короткої історії часу» — «Найкоротша історія часу», написане у співавторстві з Леонардом Млодиновим.
На телебаченні виходили науково-популярні фільми за участі Гокінга: шестисерійний «Всесвіт Стівена Гокінга» (англ. Stephen Hawking's Universe) (1997) та трисерійний «У Всесвіт зі Стівеном Гокінгом» (англ. Into the Universe with Stephen Hawking) (2010). У 2012 вийшов фільм «Великий задум за Стівеном Гокінгом» (англ. Stephen Hawking's Grand Design).

## Передбачення
Фізик передбачив виникнення штучних вірусів. На думку Хокінга, є велика ймовірність зіткнення з метеоритами, а також небезпеку буде нести штучний інтелект.

## Цікаві факти
- Гокінг народився рівно через триста років після смерті Галілео Галілея, якому, за власним зізнанням, все життя симпатизував.

## Визнання
- 1966: Премія Адамса[en]
- 1974: член Лондонського королівського товариства
- 1975: Медаль Еддінгтона[87]
- 1975: Золота медаль Пія XI[en]
- 1976: Медаль та премія Максвелла[en]
- 1976: Премія Денні Гайнемана з математичної фізики
- 1976: Медаль Г'юза
- 1978: Нагорода Альберта Ейнштейна
- 1978: Доктор Honoris causa Оксфордського університету
- 1979: Медаль Альберта Ейнштейна
- 1981: Медаль Франкліна
- 1982: Командор Ордену Британської імперії (CBE)
- 1985: Золота медаль Королівського астрономічного товариства
- 1986: член Папської академії наук
- 1987: Медаль і премія Дірака
- 1988: Лауреати премії Вольфа (фізика)
- 1989: Орден Кавалерів Пошани
- 1989: Премія принцеси Астурійської
- 1989: Золота медаль Вищої ради з наукових досліджень[es]
- 1989: Шредінгерівська лекція (Імперський коледж Лондона)
- 1990: Honoris causa Гарвардського університету
- 1991: Премія Марселя Гроссмана
- 1992: член Національної академії наук США
- 1998: Премія Ендрю Геманта
- 1999: Премія Нейлора[en][88]
- 1999: Медаль Альберта (Королівське товариство мистецтв)
- 1999: Премія Лілієнфельда
- 2003: Премія Майкельсона — Морлі[en]
- 2003: Медаль Оскара Клейна
- 2005: Медаль на честь двохсотріччя Джеймса Смітсона[89]
- 2006: Медаль Коплі
- 2008: Premio Fonseca
- 2009: Президентська медаль Свободи
- 2012: Медаль Роберта Гайнлайна[fr]
- 2013: Премія з фундаментальної фізики
- 2015: Медаль Бодлі[en]
- 2015: BBVA Foundation Frontiers of Knowledge Awards
- На честь вченого названо астероїд головного поясу 7672 Гокінг, відкритий 24 жовтня 1995 року.

## Переклади українською
Книги для дорослих
- Стівен Гокінг Коротка історія часу. Переклад з англійської: колективний.[90] Київ: К. І. С., 2015. 201 стор. ISBN 978-617-684-106-7 (epub), ISBN 978-617-684-105-0 (Серія SCEPTICA)
- Стівен Хокінг. Короткі відповіді на великі питання. Переклад з англійської: Микола Климчук. Харків: Вівсянка, 2019. 224 стор. ISBN 978-966-97777-2-0
- Стівен Гокінґ, Леонард Млодінов. Найкоротша історія часу. Переклад з англійської: Ігор Андрущенко; ілюстрації: Ольга Іголкіна. Харків: КСД, 2016. 160 стор. — ISBN 978-617-12-1054-7
- Стівен Гокінґ, Леонард Млодінов. Великий замисел. Переклад з англійської: Микола Климчук; ілюстрації: Пітер Болінґер. Харків: КСД, 2017. 208 стор. — ISBN 978-617-12-4312-5
- Стівен Гокінґ. Теорія всього. Переклад з англійської: Ярослав Лебеденко. Харків: КСД, 2019. 166 стор. — ISBN 978-617-12-6073-3
- Стівен Гокінґ. Чорні діри і молоді Всесвіти та інші лекції. Переклад з англійської: Ярослав Лебеденко. Харків: КСД, 2019. 160 стор. — ISBN 978-617-12-6853-1
- Стівен Гокінґ. Про Всесвіт коротко. Переклад з англійської: Ярослав Лебеденко. Харків: КСД, 2020. 192 стор. — ISBN 978-617-12-7641-3
- Стівен Гокінґ. На плечах гігантів. Величні прориви в фізиці та астрономії. Переклад з англійської: Ярослав Лебеденко.     Харків: КСД, 2021. 256 стор. — ISBN 978-617-12-8613-9

Дитячі книги
- Стівен Гокінґ, Люсі Гокінґ. Джордж і таємний ключ до Всесвіту. Переклад з англійської: Ганна Лелів. Львів: Видавництво Старого Лева, 2016. 344 с. ISBN 978-617-679-222-2
- Стівен Гокінґ, Люсі Гокінґ. Джордж і скарби космосу. Переклад з англійської: Ганна Лелів. Львів: Видавництво Старого Лева, 2016. 312 с. ISBN 978-617-679-291-8
- Стівен Гокінґ, Люсі Гокінґ. Джордж і Великий вибух. Переклад з англійської: Ганна Лелів. Львів: Видавництво Старого Лева, 2017. 336 с. ISBN 978-617-679-379-3
- Стівен Гокінґ, Люсі Гокінґ. Джордж і незламний код. Переклад з англійської: Ганна Лелів. Львів: Видавництво Старого Лева, 2018. 334 с. ISBN 978-617-679-481-3
- Стівен Гокінґ, Люсі Гокінґ. Джордж і Блакитний супутник. Переклад з англійської: Ганна Лелів. Львів: Видавництво Старого Лева, 2018. 336 с. ISBN 978-617-679-481-3
- Люсі Гокінґ. Джордж і корабель часу. Переклад з англійської: Ганна Лелів. Львів: Видавництво Старого Лева, 2019. 384 с. ISBN 978-617-679-664-0

## Вшанування пам'яті

### У кінематографі
- Першим художнім біографічним фільмом про Стівена Гокінга став фільм «Гокінг» (2004) з Бенедиктом Камбербетчем у головній ролі.
- Про Стівена Гокінга знято біографічний фільм «Теорія всього» (2014). Роль Стівена Гокінга зіграв Оскароносний актор Едді Редмейн.
- Стівен Гокінг також згадується в багатьох серіях серіалу «Теорія Великого Вибуху». Зокрема він є кумиром головного героя, Шелдона Купера.
- Стівен Гокінг озвучував самого себе в анімаційній стрічці «Футурама».
- Стівен Гокінг виступив оповідачем в науково-фантастичному серіалі «Хроніки Майбутнього».

### Епоніми
На честь Гокінга названі:
- вид хижих рослин Genlisea hawkingii;
- вид орхідей Pleurothallis hawkingii;
- вид ракоподібних Bathyceradocus hawkingi.